# Vratnik Samoborski
Vratnik Samoborski – wieś w Chorwacji, w żupanii zagrzebskiej, w mieście Samobor. W 2011 roku liczyła 108 mieszkańców.